# Badri Kavelashvili
Badri Kavelashvili (en georgiano: ბადრი ყაველაშვილი, 13 de marzo de 1996) es un deportista georgiano que compite en piragüismo en la modalidad de aguas tranquilas.
Ganó una medalla de plata en el Campeonato Mundial de Piragüismo de 2023 y una medalla de bronce en el Campeonato Europeo de Piragüismo de 2024, ambas en la prueba de K1 200 m.

## Palmarés internacional
| Campeonato Mundial | Campeonato Mundial   | Campeonato Mundial | Campeonato Mundial |
| Año                | Lugar                | Medalla            | Competición        |
| ------------------ | -------------------- | ------------------ | ------------------ |
| 2023               | Duisburgo (Alemania) | Medalla de plata   | K1 200 m           |
| Campeonato Europeo |                      |                    |                    |
| Año                | Lugar                | Medalla            | Competición        |
| 2024               | Szeged (Hungría)     | Medalla de bronce  | K1 200 m           |